# تيدي وانغ
تيدي وانغ (بالصينية: 王德輝) هو رائد أعمال صيني، ولد في 11 يناير 1933 في شانغهاي في الصين، وتوفي في 9 سبتمبر 1999.